# マーファンヌ
マーファンヌ（ディベヒ語: މާފަންނު、英語: Maafannu）は、モルディブの首都マレにある地区のうちの一つ。面積は0.74平方キロメートル、人口は47,036人（2022年国勢調査）。

## マレ市内での位置
マーファンヌは、マレ島の西部に位置する。

## 施設

### 政府機関
- イスカンダル・コシー警察署
- 環境・気候変動・技術省（英語: Ministry of Environment, Climate Change and Technology）
- 環境保護庁（英語版）
- 金融管理局
- 高等裁判所
- 最高裁判所（英語版）
  - テームゲ（ディベヒ語版、英語版） - 最高裁判所の建物。かつては大統領官邸として使われていた。
- 司法行政部（ディベヒ語: ޑިޕާޓްމަންޓް އޮފް ޖުޑީޝަލް އެޑްމިނިސްޓްރޭޝަން、英語: Department of Judicial Administration）
- 選挙委員会（ディベヒ語: އިލެކްޝަންސް ކޮމިޝަނުންނެވެ、英語: Election Commission）
- マレ消防署
- 民事裁判所

### 企業
- モルディブ港湾公社（英語版）
- モルディブの声（ディベヒ語版、英語版）

### 教育機関・研究所
- ボーイスカウトモルディブ連盟
- モルディブ国立大学（ディベヒ語版、英語版）保健学部

### 病院
- インディラ・ガンディー記念病院（英語版）

### 公園・広場
- 津波記念塔広場（ディベヒ語: ސުނާމީ ބިނާ މައިޒާން、英語: Tsunami Monument Square）
  - 津波記念塔（ディベヒ語: ސުނާމީ ބިނާ、英語: Tsunami Monument）

### 博物館・図書館
- 子供マルチメディア図書館（ディベヒ語: ކުޑަކުދިންގެ މަލްޓިމީޑިއާ ލައިބްރަރީ、英語: Children’s Multimedia Library）
- モルディブ国立大学（ディベヒ語版、英語版）保健学図書館

### その他
- モルディブ国防軍基地